# James Riley
James Riley (Colorado Springs, 27 oktober 1982) is een Amerikaans voetballer. In 2015 tekende hij een contract bij Colorado Rapids.

## Clubcarrière
Riley werd in de tweede ronde van de MLS SuperDraft 2005 gekozen door New England Revolution. Riley beleefde een goed eerste jaar bij New England en bleef ook in 2006 en 2007 een vaak gebruikte speler in de verdediging van The Revs. Riley werd vervolgens geselecteerd door San Jose Earthquakes in de MLS Expansion Draft 2007. Hij speelde in vierentwintig competitiewedstrijden voor San Jose en werd vervolgens geselecteerd door Seattle Sounders in de MLS Expansion Draft 2008. Riley bleef tot en met 2011 bij Seattle. Hij won met de Sounders twee keer de U.S. Open Cup. Op 23 november 2011 werd hij gekozen door Montreal Impact in de MLS Expansion Draft 2011. Vervolgens werd hij direct naar Chivas USA gestuurd inruil voor Justin Braun en Gerson Mayen. Op 14 februari 2013 tekende Riley bij DC United. Met DC United won hij in 2013 de U.S. Open Cup. Buiten de Open Cup was er dat seizoen weinig te vieren bij DC United. Het team eindigde op de laatste plaats in de Eastern Conference met slechts zestien punten uit vierendertig wedstrijden. DC United besloot daarna niet meer verder te gaan met Riley waarna hij deelnam aan de MLS Re-Entry Draft 2013. In de Re-Entry Draft vond hij geen nieuwe club. Voor aanvang van het seizoen in 2014 had hij een stage bij Los Angeles Galaxy die nog op zoek waren naar diepte op de rechtsback positie. Op 4 maart 2014 wist hij en contract binnen te slepen bij de club. Hij debuteerde op 9 maart 2014 voor Los Angeles Galaxy in een thuiswedstrijd tegen Real Salt Lake. Ook de tweede wedstrijd van het seizoen, dit keer een uitwedstrijd tegen Real Salt Lake, startte hij in de basis. Hij raakte in de negenentwintigste minuut van de wedstrijd echter geblesseerd en werd vervangen door Dan Gargan. Riley speelde door de blessure slechts vier competitiewedstrijden voor LA Galaxy. Op 6 maart 2015 tekende hij bij Colorado Rapids. Zijn debuut maakte hij op 7 maart 2015 tegen Philadelphia Union.